# Olivier Athos de Bragelonne de la Fère
Athos, conte de La Fère (morto nel 1661) è un personaggio immaginario, uno dei moschettieri nei romanzi I tre moschettieri, Vent'anni dopo e Il visconte di Bragelonne, di Alexandre Dumas padre.

## Biografia
Ne I tre moschettieri, è amico, insieme ad altri due moschettieri (Porthos e Aramis), del protagonista del romanzo, D'Artagnan. Ha un passato misterioso che lo collega all'antagonista del romanzo, Milady de Winter. Più vecchio di alcuni anni dei suoi amici, Athos è una figura paterna per i moschettieri. Egli è descritto come nobile e bello, ma anche come un uomo molto riservato, che annega i suoi dispiaceri nel bere. È molto protettivo nei confronti di d'Artagnan, il più giovane, che considera come un figlio.
Nel corso del romanzo si scopre che egli è il Conte de la Fère e che fu marito di Milady. Quest'ultima, essendo fuggita da Athos, si risposò con il Barone de Winter, col quale avrà il figlio John Francis Winter (Mordaunt). Negli altri due romanzi è apertamente riconosciuto come il conte de la Fère ed è il padre del giovane eroe, Raoul, Visconte di Bragelonne (inizialmente farà credere a Raoul di essere stato adottato), concepito dopo una notte d'amore con madame di Chevreuse. In Vent'anni dopo Mordaunt tenta di vendicare la morte della madre, volendo uccidere i responsabili. Tuttavia, egli stesso muore, in una feroce lotta con Athos in mezzo alla Manica. Athos è quasi annegato in questa lotta tanto che Aramis, Porthos e D'Artagnan piangono per la presunta morte del moschettiere, pochi istanti prima che il conte riaffiori.
L'immaginario Athos prende il nome dallo storico moschettiere Armand d'Athos (1615-1643), benché non ci siano molti punti in comune oltre il nome. Il nome ricorda il Monte Athos, cui si fa riferimento al capitolo 13 de I tre moschettieri in cui una guardia, dopo che d'Artagnan nomina "Athos" come un suo amico, dice: "Non è il nome di un uomo, ma di una montagna". Il suo titolo, "conte de la Fère", è legato ai domini di La Fère che un tempo erano di proprietà di Anna d'Austria, regina di Francia nel periodo storico in cui i romanzi sono ambientati. Il nome di battesimo di Athos non viene mai apertamente dichiarato. Tuttavia, ne I tre moschettieri Milady lo chiama Olivier, quindi si può presumere che questo sia il suo vero nome.
Athos è stato un membro di tre ordini cavallereschi: l'Ordine della Giarrettiera, concesso da Carlo I Stuart re d'Inghilterra; è membro dell'Ordine dello Spirito Santo mediante Porthos e il cardinale Mazzarino in Vent'anni dopo ed infine, membro dell'Ordine del Toson d'oro concesso da Carlo II Stuart, re d'Inghilterra e figlio di Carlo I Stuart, visto che Athos ha contribuito alla riconquista del suo trono. Morirà di dolore nell'apprendere la morte del figlio Raoul, suicida a Jijel, dove si trovava in battaglia, poiché disperato nello scoprire che la fidanzata Louise de La Vallière si era innamorata del re Luigi XIV, ricambiata e ne era divenuta la favorita.

## Cinema e televisione
Gli attori che hanno interpretato Athos sullo schermo sono:
- Henri Rollan, in Les trois Mousquetaires (1921)
- Paul Lukas, in I tre moschettieri (1935)
- Van Heflin, in I tre moschettieri (1948)
- Barry Morse, in I tre moschettieri (Film TV) (1960)
- Oliver Reed, in I tre moschettieri (1973), Milady - I quattro moschettieri (1974), e Il ritorno dei moschettieri (1989)
- Gino Santercole, nella parodia Li chiamavano i tre moschettieri... invece erano quattro (1973)
- Veniamin Smekhov, in D'Artagnan e i tre moschettieri (1978) e il suo seguito (1992, 1993)
- José Ferrer, in Il quinto moschettiere (1979)
- Kiefer Sutherland, in I tre moschettieri' (1993)
- Edward Albert, in uno dei primi film del 1998 de L'uomo dalla maschera di ferro
- John Malkovich, in La maschera di ferro (1998)
- Jan Gregor Kremp, in Il moschettiere (2001)
- Scott Hickman, in Young Blades (pilota di serie TV) (2001)
- Christopher Cazenove, in La Femme Musketeer (miniserie TV) (2003)
- Kevin Jonas, in I tre moschettieri (Disney Serie TV JONAS)
- Matthew Macfadyen in I tre moschettieri (2011)
- Tom Burke in The Musketeers (2013)
- Rocco Papaleo in Moschettieri del re - La penultima missione (2018) e Tutti per 1 - 1 per tutti (2020)
- Vincent Cassel in I tre moschettieri - D'Artagnan (2023)